# Paracoryphosima
Paracoryphosima is een geslacht van rechtvleugeligen uit de familie veldsprinkhanen (Acrididae). De wetenschappelijke naam van dit geslacht is voor het eerst geldig gepubliceerd in 1966 door Descamps & Wintrebert.

## Soorten
Het geslacht Paracoryphosima  is monotypisch en omvat slechts de volgende soort:
- Paracoryphosima betsileana (Descamps & Wintrebert, 1966)